# فالديبيناياس
بلدية فالديبيناياس (بالإسبانية: Valdepeñas)‏، هي إحدى بلديات مقاطعة سيوداد ريال إحدى مقاطعات إسبانيا، والتي تقع في منطقة قشتالة لا منتشا وسط إسبانيا.
يبلغ عدد سكانها 28.570 نسمة وفقاً لإحصائية سنة (2007).

## توأمة
لفالديبيناياس اتفاقيات توأمة مع:
- كونياك

## أعلام
- فرانثيسكو نييبا
- أليخاندرو ألونسو نونيز
- جايمي خيمينيز ميرلو